# Brevipalpus asterae
Brevipalpus asterae är en spindeldjursart som beskrevs av Baker och James P. Tuttle 1964. Brevipalpus asterae ingår i släktet Brevipalpus och familjen Tenuipalpidae. Inga underarter finns listade.